# Stadtbahn di Dortmund
La Stadtbahn di Dortmund è un sistema di trasporto che serve la città tedesca di Dortmund. Si tratta di un sistema di "Stadtbahn" (letteralmente: ferrovia urbana), derivante dal potenziamento della vecchia rete tranviaria, le cui tratte centrali sono state interrate, rendendole simili a una metropolitana.

## Rete
La rete è composta di 8 linee:
- U 41 Brambauer Verkehrshof ↔ Clarenberg
- U 42 Grevel ↔ Hombruch Grotenbachstraße
- U 43 Dorstfeld Betriebshof ↔ DO-Wickede S
- U 44 Marten Walbertstraße/Schulmuseum ↔ Westfalenhütte
- U 45 Fredenbaum ↔ Westfalenhallen
- U 46 Brunnenstraße ↔ Westfalenhallen
- U 47 Westerfilde S ↔ Aplerbeck
- U 49 Hafen ↔ Hacheney

Nelle tratte centrali, le otto linee si sovrappongono in parte, percorrendo tre tunnel (Stammstrecke). In particolare, le linee U 41, U 45, U 47 e U 49 percorrono la Stammstrecke I, le linee U 42 e U 46 la Stammstrecke II e le linee U 43 e U 44 la Stammstrecke III.
Le Stammstrecke I e II sono progettate per l'esercizio con vetture a pianale alto (tipo B), e pertanto le stazioni hanno banchine alte, analogamente alle metropolitane. La Stammstrecke III, più recente, è progettata per l'esercizio con vetture a pianale ribassato, e pertanto le stazioni hanno banchine basse.

## Storia
Il 27 maggio 1983 venne aperto il primo tratto in tunnel della Stadtbahn: un tronco di 1,5 km, posto nel quartiere periferico di Hörde, e comprendente la stazione intermedia di Hörde Bahnhof e il capolinea di Clarenberg.

### Fonti
- (DE) Robert Schwandl, Schwandl’s Tram Atlas Deutschland, 2ª ed., Robert Schwandl Verlag, 2009,  pp. 44-46, ISBN 978-3-936573-09-1.

### Testi di approfondimento
- (DE) Fritz D. Kegel, U-Bahnen in Deutschland. Planung Bau Betrieb, Düsseldorf, Alba Buchverlag, 1971,  p. 75, ISBN non esistente.
- (DE) Dittrich, Stadtbahn in Dortmund, in Der Stadtverkehr, anno 18, n. 7, Brackwede/Westfalen, Verlag Werner Stock, luglio 1973,  pp. 198-201, ISSN 0038-9013 (WC · ACNP).